# Þorgerður Anna Atladóttir
Þorgerður Anna Atladóttir (* 2. Juni 1992 in Reykjavík) ist eine ehemalige isländische Handballspielerin.

## Karriere
Þorgerður Anna Atladóttir spielte anfangs beim isländischen Erstligisten UMF Stjarnan, mit dem sie 2008 und 2009 sowohl die Meisterschaft als auch den isländischen Pokal gewann. Im Jahr 2011 wechselte die Rückraumspielerin zu Valur Reykjavík. Mit Valur gewann sie 2012 und 2013 den isländischen Pokal. Im Jahr 2013 unterschrieb sie einen Vertrag beim norwegischen Erstligisten Flint Tønsberg. In der Saison 2013/14 litt Þorgerður Anna Atladóttir unter Schulterprobleme und bestritt daher lediglich sieben Spiele in der höchsten norwegischen Spielklasse. Im Sommer 2014 schloss sie sich dem deutschen Bundesligisten HC Leipzig an. In der Saisonvorbereitung der Spielzeit 2014/15 zog sich die Isländerin durch einen Sturz beim Training einen Muskelabriss in der Schulter zu, wodurch sie eine mehrmonatige Pause einlegen musste. Am 25. Februar 2015 bestritt sie gegen DJK/MJC Trier ihr erstes Spiel für Leipzig. Nur 15 Tage später zog sie sich im Training einen Kreuzbandriss zu. Þorgerður Anna Atladóttir kehrte im Sommer 2016 zum UMF Stjarnan zurück. Mit Stjarnan feierte sie 2017 einen weiteren Pokalerfolg. Nach der Saison 2017/18 beendete sie ihre Karriere.
Þorgerður Anna Atladóttir bestritt 23 Länderspiele für Island. Mit ihrer Nationalmannschaft nahm sie an der Europameisterschaft 2010 teil und erzielte sechs Treffer in drei Partien. Weiterhin gehörte sie ein Jahr später bei der Weltmeisterschaft in Brasilien dem isländischen Aufgebot an.

## Privates
Þorgerður Anna Atladóttir stammt aus einer sportlichen Familie. Ihr Vater Atli Hilmarsson sowie ihr älterer Bruder Arnór Atlason bestritten jeweils über 100 Länderspiele für die isländische Handballnationalmannschaft. Ihr jüngerer Bruder Davíð Örn Atlason spielt hochklassig Fußball.